# Welsh Open (snooker)
Il Welsh Open è un torneo professionistico di snooker, valido per il Ranking, che si è disputato dal 1992 al 1998, dal 2005 al 2014 e tra il 2021 e il 2022 a Newport, dal 1999 al 2004 e dal 2015 al 2020 a Cardiff, in Galles.

## Storia
La prima edizione del torneo viene giocata a Newport e viene vinta da Stephen Hendry contro il giocatore di casa Darren Morgan per 9-3.
Nei successivi 3 anni in finale perdono sempre gli scozzesi: Alan McManus nel 1993 e nel 1994 e John Higgins nel 1995.
Nel 1996 Mark Williams diventa il primo gallese a vincere il Welsh Open, nella finale affronta John Parrott e lo batte 9-3.
Williams si ripete poi nel 1999 contro Stephen Hendry, in un match terminato al frame decisivo 9-8; in questa edizione il Welsh Open si disputa nella Cardiff International Arena e viene inoltre realizzato il primo 147 da Ronnie O'Sullivan contro James Wattana nei quarti.
L'anno successivo Higgins vince questo torneo per la prima volta in carriera contro Stephen Lee, poi arriva il turno di O'Sullivan, che trionfa qui nel 2004 e nel 2005. Nel 2007 l'australiano Neil Robertson è il primo non britannico ad alzare il trofeo, battendo in finale Andrew Higginson 9-8.
Nel 2008 Mark Selby batte Ronnie O'Sullivan in finale e si aggiudica il suo primo titolo Ranking in carriera; l'anno successivo Ali Carter raggiunge lo stesso traguardo.
A 10 anni di distanza John Higgins vince il torneo nel 2010 contro il campione in carica Carter e si ripete anche nel 2011 ai danni del connazionale Stephen Maguire. Nel 2012 il cinese Ding Junhui diventa il secondo non britannico a vincere questo torneo.
Nell'edizione 2015 il Welsh Open si disputa per la prima volta nella Motorpoint Arena e a vincere è Higgins che trionfa per la quarta volta.
Dal 2017 fa parte del Home Nations Series, ovvero è uno dei quattro tornei che ogni anno si disputano nei quattro paesi del Regno Unito: (Inghilterra, Scozia, Galles e Irlanda del Nord).
Nel 2018 Higgins batte Barry Hawkins 9-7 e supera O'Sullivan nella classifica vincitori a quota 5 trionfi. L'anno dopo Neil Robertson vince il Welsh Open a 12 anni dal primo.

## Albo d'oro
| Edizione | Vincitore         | Finalista         | Risultato | Stagione  | Città     | Impianto                    | Tipologia | Note   |
| -------- | ----------------- | ----------------- | --------- | --------- | --------- | --------------------------- | --------- | ------ |
| 1992     | Stephen Hendry    | Darren Morgan     | 9 - 3     | 1991-1992 | Newport   | Newport Centre              | Ranking   | [ 23 ] |
| 1993     | Ken Doherty       | Alan McManus      | 9 - 7     | 1992-1993 | Newport   | Newport Centre              | Ranking   | [ 24 ] |
| 1994     | Steve Davis       | Alan McManus      | 9 - 6     | 1993-1994 | Newport   | Newport Centre              | Ranking   | [ 25 ] |
| 1995     | Steve Davis       | John Higgins      | 9 - 3     | 1994-1995 | Newport   | Newport Centre              | Ranking   | [ 26 ] |
| 1996     | Mark Williams     | John Parrott      | 9 - 3     | 1995-1996 | Newport   | Newport Centre              | Ranking   | [ 6 ]  |
| 1997     | Stephen Hendry    | Mark King         | 9 - 2     | 1996-1997 | Newport   | Newport Centre              | Ranking   | [ 27 ] |
| 1998     | Paul Hunter       | John Higgins      | 9 - 5     | 1997-1998 | Newport   | Newport Centre              | Ranking   | [ 28 ] |
| 1999     | Mark Williams     | Stephen Hendry    | 9 - 8     | 1998-1999 | Cardiff   | Cardiff International Arena | Ranking   | [ 7 ]  |
| 2000     | John Higgins      | Stephen Lee       | 9 - 8     | 1999-2000 | Cardiff   | Cardiff International Arena | Ranking   | [ 9 ]  |
| 2001     | Ken Doherty       | Paul Hunter       | 9 - 2     | 2000-2001 | Cardiff   | Cardiff International Arena | Ranking   | [ 29 ] |
| 2002     | Paul Hunter       | Ken Doherty       | 9 - 7     | 2001-2002 | Cardiff   | Cardiff International Arena | Ranking   | [ 30 ] |
| 2003     | Stephen Hendry    | Mark Williams     | 9 - 5     | 2002-2003 | Cardiff   | Cardiff International Arena | Ranking   | [ 31 ] |
| 2004     | Ronnie O'Sullivan | Steve Davis       | 9 - 8     | 2003-2004 | Cardiff   | Welsh Institute of Sport    | Ranking   | [ 10 ] |
| 2005     | Ronnie O'Sullivan | Stephen Hendry    | 9 - 8     | 2004-2005 | Newport   | Newport Centre              | Ranking   | [ 11 ] |
| 2006     | Stephen Lee       | Shaun Murphy      | 9 - 4     | 2005-2006 | Newport   | Newport Centre              | Ranking   | [ 32 ] |
| 2007     | Neil Robertson    | Andrew Higginson  | 9 - 8     | 2006-2007 | Newport   | Newport Centre              | Ranking   | [ 13 ] |
| 2008     | Mark Selby        | Ronnie O'Sullivan | 9 - 8     | 2007-2008 | Newport   | Newport Centre              | Ranking   | [ 33 ] |
| 2009     | Ali Carter        | Joe Swail         | 9 - 5     | 2008-2009 | Newport   | Newport Centre              | Ranking   | [ 15 ] |
| 2010     | John Higgins      | Ali Carter        | 9 - 4     | 2009-2010 | Newport   | Newport Centre              | Ranking   | [ 16 ] |
| 2011     | John Higgins      | Stephen Maguire   | 9 - 6     | 2010-2011 | Newport   | Newport Centre              | Ranking   | [ 17 ] |
| 2012     | Ding Junhui       | Mark Selby        | 9 - 6     | 2011-2012 | Newport   | Newport Centre              | Ranking   | [ 18 ] |
| 2013     | Stephen Maguire   | Stuart Bingham    | 9 - 8     | 2012-2013 | Newport   | Newport Centre              | Ranking   | [ 34 ] |
| 2014     | Ronnie O'Sullivan | Ding Junhui       | 9 - 3     | 2013-2014 | Newport   | Newport Centre              | Ranking   | [ 35 ] |
| 2015     | John Higgins      | Ben Woollaston    | 9 - 3     | 2014-2015 | Cardiff   | Motorpoint Arena            | Ranking   | [ 19 ] |
| 2016     | Ronnie O'Sullivan | Neil Robertson    | 9 - 5     | 2015-2016 | Cardiff   | Motorpoint Arena            | Ranking   | [ 36 ] |
| 2017     | Stuart Bingham    | Judd Trump        | 9 - 8     | 2016-2017 | Cardiff   | Motorpoint Arena            | Ranking   | [ 37 ] |
| 2018     | John Higgins      | Barry Hawkins     | 9 - 7     | 2017-2018 | Cardiff   | Motorpoint Arena            | Ranking   | [ 21 ] |
| 2019     | Neil Robertson    | Stuart Bingham    | 9 - 7     | 2018-2019 | Cardiff   | Motorpoint Arena            | Ranking   | [ 22 ] |
| 2020     | Shaun Murphy      | Kyren Wilson      | 9 - 1     | 2019-2020 | Cardiff   | Motorpoint Arena            | Ranking   | [ 38 ] |
| 2021     | Jordan Brown      | Ronnie O'Sullivan | 9 - 8     | 2020-2021 | Newport   | Celtic Manor Resort         | Ranking   | [ 39 ] |
| 2022     | Joe Perry         | Judd Trump        | 9 - 5     | 2021-2022 | Newport   | Celtic Manor Resort         | Ranking   | [ 40 ] |
| 2023     | Robert Milkins    | Shaun Murphy      | 9 - 7     | 2022-2023 | Llandudno | Venue Cymru                 | Ranking   |        |

## Statistiche

### Finalisti
| Giocatore         | Vittorie | Finali perse | Totale |
| ----------------- | -------- | ------------ | ------ |
| John Higgins      | 5        | 2            | 7      |
| Ronnie O'Sullivan | 4        | 2            | 6      |
| Stephen Hendry    | 3        | 2            | 5      |
| Ken Doherty       | 2        | 1            | 3      |
| Steve Davis       | 2        | 1            | 3      |
| Mark Williams     | 2        | 1            | 3      |
| Paul Hunter       | 2        | 1            | 3      |
| Neil Robertson    | 2        | 1            | 3      |
| Stephen Lee       | 1        | 1            | 2      |
| Mark Selby        | 1        | 1            | 2      |
| Ali Carter        | 1        | 1            | 2      |
| Ding Junhui       | 1        | 1            | 2      |
| Stephen Maguire   | 1        | 1            | 2      |
| Stuart Bingham    | 1        | 1            | 2      |
| Shaun Murphy      | 1        | 1            | 2      |
| Alan McManus      | 0        | 2            | 2      |
| Judd Trump        | 0        | 2            | 2      |
| Jordan Brown      | 1        | 0            | 1      |
| Joe Perry         | 1        | 0            | 1      |
| Darren Morgan     | 0        | 1            | 1      |
| John Parrott      | 0        | 1            | 1      |
| Mark King         | 0        | 1            | 1      |
| Andrew Higginson  | 0        | 1            | 1      |
| Joe Swail         | 0        | 1            | 1      |
| Ben Woollaston    | 0        | 1            | 1      |
| Barry Hawkins     | 0        | 1            | 1      |
| Kyren Wilson      | 0        | 1            | 1      |

### Finalisti per nazione
| Nazione          | Vittorie | Finali perse | Totale |
| ---------------- | -------- | ------------ | ------ |
| Inghilterra      | 14       | 18           | 32     |
| Scozia           | 9        | 7            | 16     |
| Galles           | 2        | 2            | 4      |
| Irlanda          | 2        | 1            | 3      |
| Australia        | 2        | 1            | 3      |
| Cina             | 1        | 1            | 2      |
| Irlanda del Nord | 1        | 1            | 2      |

- Vincitore più giovane: Paul Hunter (20 anni, 1998)
- Vincitore più anziano: Joe Perry (48 anni, 2022)

### Century break
| Edizione | Century break | Miglior break                         | Century break (qualificazioni) | Miglior break (qualificazioni) |
| -------- | ------------- | ------------------------------------- | ------------------------------ | ------------------------------ |
| 1992     | 19            | Darren Morgan (132)                   | 35                             | Euan Henderson (145)           |
| 1993     | 17            | Alan McManus (140)                    | 27                             | David McLellan (135)           |
| 1994     | 15            | Dave Harold (140)                     | 0                              |                                |
| 1995     | 20            | Willie Thorne Anthony Hamilton (136)  | 10                             | Gerard Greene (140)            |
| 1996     | 15            | Darren Morgan (143)                   | 7                              | Stephen Murphy (142)           |
| 1997     | 17            | Billy Snaddon Stephen Hendry (140)    | 6                              | Garoid O'Connor (140)          |
| 1998     | 43            | Graeme Dott (142)                     | 0                              |                                |
| 1999     | 39            | Ronnie O'Sullivan (147)               | 11                             | Chatchawan Rutphae (142)       |
| 2000     | 45            | Ronnie O'Sullivan (141)               | 3                              | Barry Pinches (147)            |
| 2001     | 20            | Alan McManus (140)                    | 34                             | Nick Dyson (143)               |
| 2002     | 20            | Paul Hunter (141)                     | 32                             | Robin Hull Nick Walker (144)   |
| 2003     | 20            | Stephen Hendry (140)                  | 38                             | Michael Holt (142)             |
| 2004     | 37            | Ronnie O'Sullivan (139)               | 16                             | Barry Pinches (141)            |
| 2005     | 30            | Ronnie O'Sullivan (146)               | 21                             | Alfie Burden (143)             |
| 2006     | 21            | Robert Milkins (144)                  | 29                             | Dave Harold (141)              |
| 2007     | 46            | Andrew Higginson (147)                | 31                             | Ricky Walden (139)             |
| 2008     | 32            | Ronnie O'Sullivan (143)               | 18                             | Stuart Pettman (134)           |
| 2009     | 29            | Marco Fu (142)                        | 22                             | Barry Pinches (136)            |
| 2010     | 21            | John Higgins (138)                    | 20                             | Craig Steadman (143)           |
| 2011     | 26            | Stephen Hendry (147)                  | 20                             | Barry Hawkins (143)            |
| 2012     | 26            | Mark Selby (145)                      | 29                             | Andy Hicks (142)               |
| 2013     | 20            | Ding Junhui (137)                     | 19                             | Shaun Murphy (145)             |
| 2014     | 54            | Ronnie O'Sullivan (147)               |                                |                                |
| 2015     | 58            | Luca Brecel (140)                     |                                |                                |
| 2016     | 71            | Ding Junhui (147)                     |                                |                                |
| 2017     | 55            | Mark Davis (144)                      |                                |                                |
| 2018     | 66            | John Higgins (144)                    |                                |                                |
| 2019     | 81            | Neil Robertson Noppon Saengkham (147) |                                |                                |
| 2020     | 77            | Kyren Wilson (147)                    |                                |                                |
| 2021     | 74            | Zhao Xintong (143)                    |                                |                                |
| 2022     | 58            | Michael White (142)                   | 22                             | Joe Perry (142)                |

### Maximum break
| Giocatore         | Avversario      | Turno                         | Data              | Edizione | Note   |
| ----------------- | --------------- | ----------------------------- | ----------------- | -------- | ------ |
| Ronnie O'Sullivan | James Wattana   | Quarti di finale              | 29 gennaio 1999   | 1999     | [ 41 ] |
| Barry Pinches     | Joe Johnson     | Qualificazioni                | 21 settembre 1999 | 2000     | [ 41 ] |
| Andrew Higginson  | Ali Carter      | Quarti di finale              | 16 febbraio 2007  | 2007     | [ 41 ] |
| Stephen Hendry    | Stephen Maguire | Ottavi di finale              | 17 febbraio 2011  | 2011     | [ 42 ] |
| Ronnie O'Sullivan | Ding Junhui     | Finale                        | 2 marzo 2014      | 2014     | [ 43 ] |
| Ding Junhui       | Neil Robertson  | Quarti di finale              | 19 febbraio 2016  | 2016     | [ 44 ] |
| Neil Robertson    | Jordan Brown    | Sessantaquattresimi di finale | 12 febbraio 2019  | 2019     | [ 45 ] |
| Noppon Saengkham  | Mark Selby      | Sedicesimi di finale          | 14 febbraio 2019  | 2019     | [ 46 ] |
| Kyren Wilson      | Jackson Page    | Sessantaquattresimi di finale | 11 febbraio 2020  | 2020     | [ 47 ] |

### Montepremi
| Edizione | Montepremi |
| -------- | ---------- |
| 1992     | £120000    |
| 1993     | £140000    |
| 1994     | £150000    |
| 1995     | £196400    |
| 1996     | £205000    |
| 1997     | £215080    |
| 1998     | £350000    |
| 1999     | £382900    |
| 2000     | £401250    |
| 2001     | £440200    |
| 2002     | £597200    |
| 2003     | £597200    |
| 2004     | £446100    |
| 2005     | £225000    |
| 2006     | £223275    |
| 2007     | £225500    |
| 2008     | £225500    |
| 2009     | £225500    |
| 2010     | £225500    |
| 2011     | £201500    |
| 2012     | £201500    |
| 2013     | £250000    |
| 2014     | £310000    |
| 2015     | £300000    |
| 2016     | £324000    |
| 2017     | £366000    |
| 2018     | £366000    |
| 2019     | £366000    |
| 2020     | £405000    |
| 2021     | £405000    |
| 2022     | £405000    |

### Sponsor
| Edizione | Sponsor               |
| -------- | --------------------- |
| 1992     | Regal                 |
| 1993     | Regal                 |
| 1994     | Regal                 |
| 1995     | Regal                 |
| 1996     | Regal                 |
| 1997     | Regal                 |
| 1998     | Regal                 |
| 1999     | Regal                 |
| 2000     | Regal                 |
| 2001     | Regal                 |
| 2002     | Regal                 |
| 2003     | Regal                 |
| 2004     |                       |
| 2005     |                       |
| 2006     |                       |
| 2007     |                       |
| 2008     |                       |
| 2009     |                       |
| 2010     | Totesport.com         |
| 2011     | Wyldecrest Park Homes |
| 2012     | 888真人               |
| 2013     | BetVictor             |
| 2014     | BetVictor             |
| 2015     | BetVictor             |
| 2016     | BetVictor             |
| 2017     | Coral                 |
| 2018     | ManBetX               |
| 2019     | ManBetX               |
| 2020     | ManBetX               |
| 2021     | BetVictor             |
| 2022     | BetVictor             |